# Pachylibunus hamatus
Pachylibunus hamatus is een hooiwagen uit de familie Gonyleptidae.